# Retablo de la Virgen con el Niño

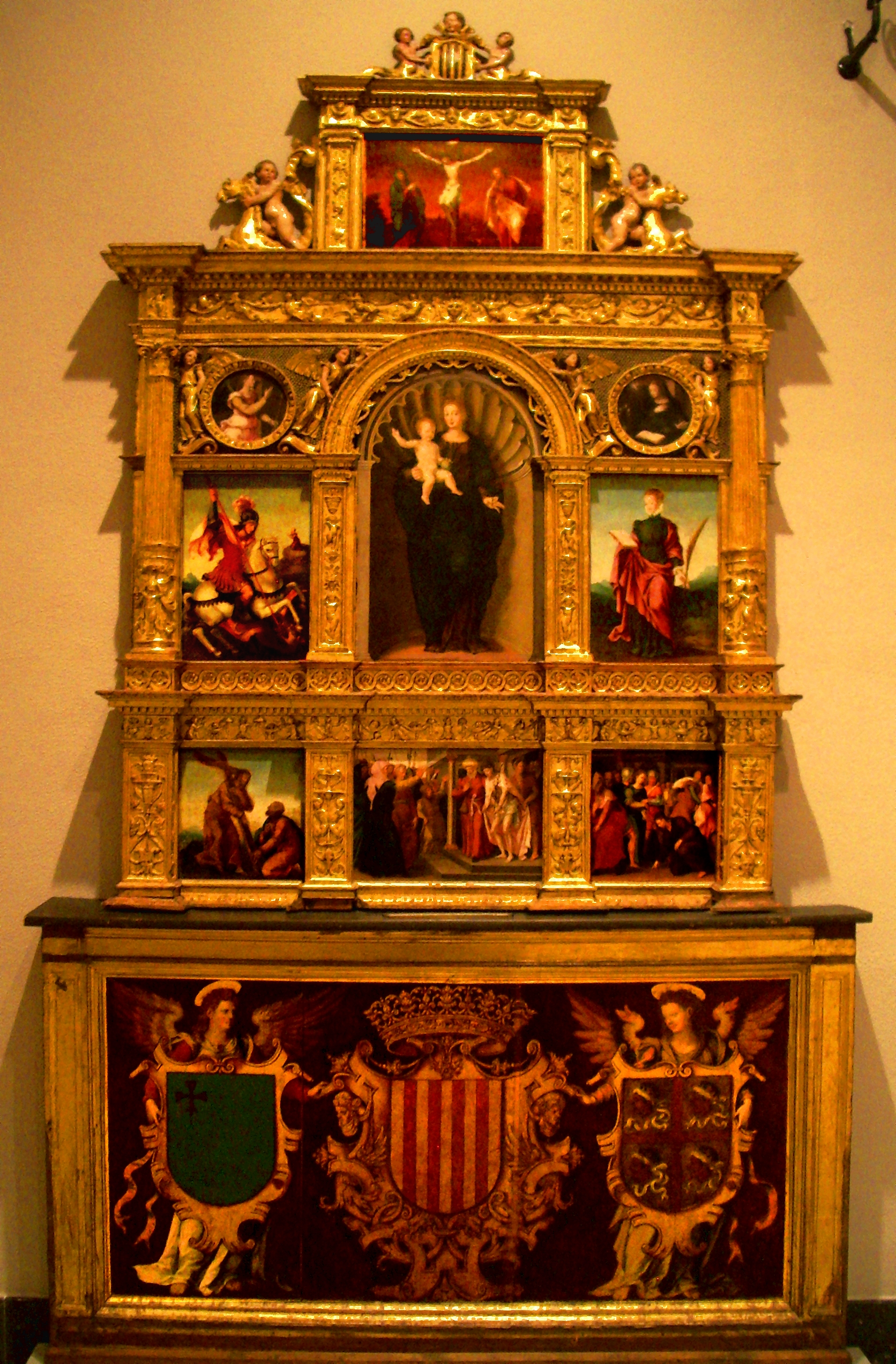
Retablo de la Virgen con el Niño (h. 1570), de Jerónimo Cósida.

El Retablo de la Virgen con el Niño del Museo de Zaragoza, cuyas tablas fueron pintadas por Jerónimo Cósida entre 1569 y 1572, perteneció a la capilla de la cárcel de la Generalidad de Aragón y es de estilo renacentista, mazonería dorada y ornamentada con diseños de tradición plateresca, entre los que destacan tritones, centauros y putti. El diseño del retablo y de sus elementos decorativos pertenece también a Cósida.

## Descripción
Su cuerpo central acoge una imagen de la Virgen con el Niño bajo una hornacina de cubierta avenerada. A la derecha de la Virgen (izquierda del espectador) se halla el patrón histórico de Aragón, San Jorge a caballo matando al dragón, y a la derecha se representa a Santa Engracia con el clavo en la frente, atributo principal de su martirio vinculado con el de los Innumerables mártires de Zaragoza. En la parte superior se observan sendos tondos a los lados de la Virgen relacionados con la Anunciación y en el ático, un Calvario. En el banco o predela está ilustrado con escenas de Cristo, y el zócalo con una composición heráldica que representa al Reino de Aragón. Remata todo el retablo el Señal Real cuatribarrado dispuesto en un óvalo sostenido por dos tenentes.
En la casa central del banco aparece historiado el Ecce homo, probablemente inspirado en su composición en un grabado de Alberto Durero sobre el mismo asunto, que se corresponde en su significación con el Calvario del ático, y que volverá a utilizar Cósida en el Retablo de la Pasión de la Iglesia de Valtorres que culminará en 1578. La escena de la derecha del banco corresponde a Cristo y la mujer adúltera, y la de la izquierda del espectador, a Cristo aparecido a San Pedro con la cruz a cuestas.

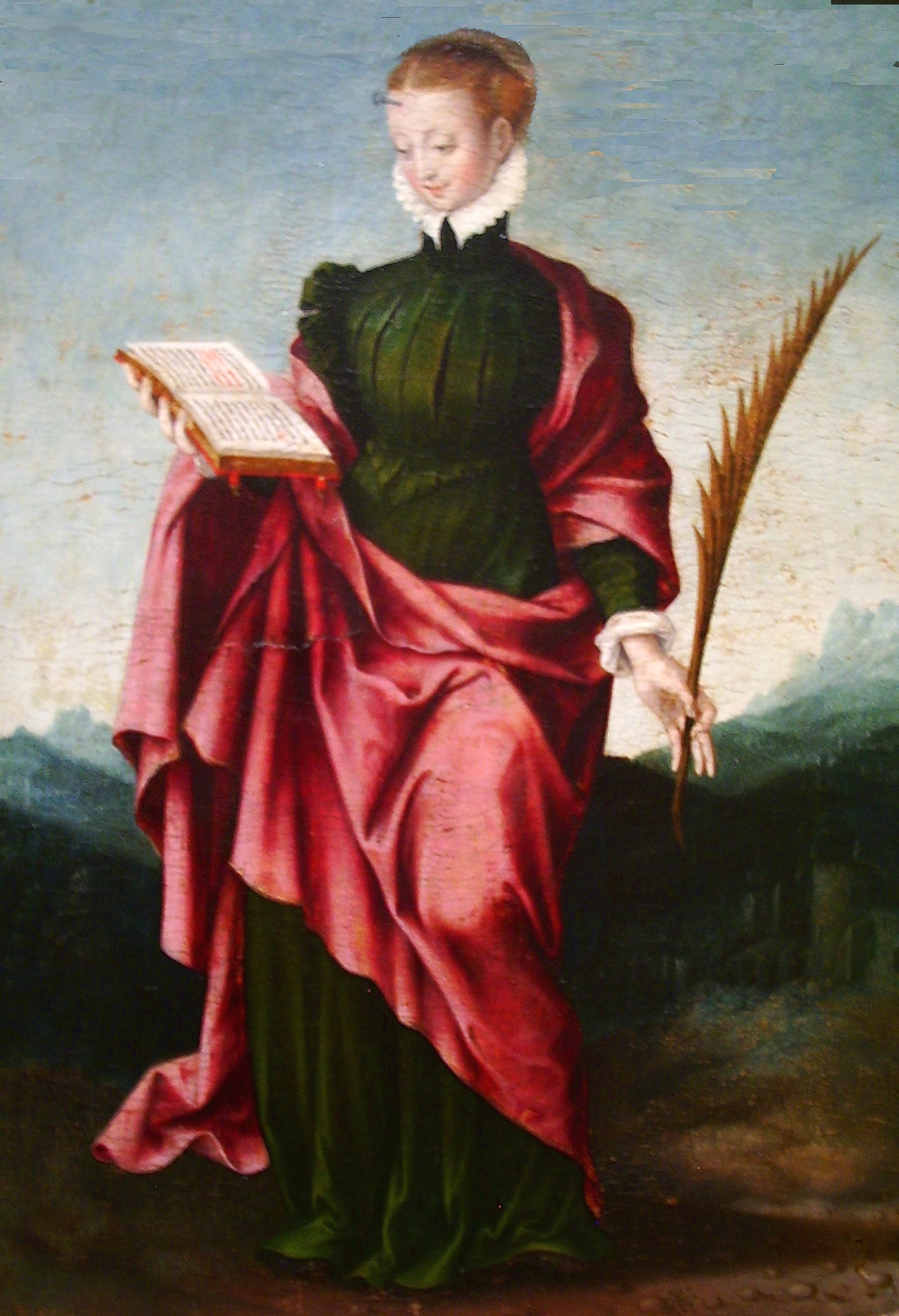
Santa Engracia en el encasamiento lateral derecha del primer piso. Representada con el clavo en la frente de su martirio.

La combinación armera del zócalo que representa en conjunto al Reino de Aragón y se compone del escudo con el emblema del rey de Aragón en el centro, timbrado de corona real abierta, flanqueado por otros dos blasones alusivos al reino privativo: la Cruz de Íñigo Arista y la Cruz de Alcoraz sostenidos por ángeles custodios. Esta representación repite la que existía labrada en el Palacio de la Generalidad. Los tondos alojan imágenes de María y el arcángel que corresponden a la escena de la Anunciación. El Calvario se constriñe a las tres figuras imprescindibles.
En las pinturas destaca el tratamiento de las figuras femeninas, especialmente la exquisita Santa Engracia, que posa en suave contrapposto. Se trata de una de las figuras más delicadas del pintor aragonés. Se toca con una redecilla que recoge su cabello y va vestida de época contemporánea al artista con alta gorguera y lechuguilla rizada y blanca en contraste con la oscuridad de su ropa, que cubre con un manto rosa suave dotado de ondulantes y dinámicos pliegues. De fondo, un agreste paisaje realizado con la técnica del sfumato que intensifica la lejanía y resalta el personaje.
En cuanto al San Jorge de la izquierda quizá fuera el que posteriormente siguió el frontispicio de las Ordinaciones del capítulo de la cofradía de San George de la ciudad de Çaragoça (Zaragoza, 1675). A diferencia de la indumentaria renacentista de Santa Engracia, San Jorge viste de soldado romano y en su casco aparece por cimera un dragoncillo. La princesa que espera ser rescatada se figura al fondo, sobre un promontorio del paisaje.
El cromatismo incide en los colores pastel usuales en Jerónimo Cósida. Muestra sus característicos tonos pastel ocres, azules, verdes, rosados y violáceos habituales de su paleta, así como el uso de esfumato en los paisajes y lo minucioso de ciertos detalles.